# ساربان، شابران
ساربان (به ترکی آذربایجانی: Sarvan) یک منطقهٔ مسکونی در جمهوری آذربایجان است که در شهرستان شابران واقع شده‌است.